# Kathleen Stewart
Kathleen C. Stewart (* 1953) ist Ethnologin und Professorin für Anthropologie an der University of Texas, Austin.

## Leben
Stewart wurde an der University of Michigan in Anthropologie promoviert. Sie war Stipendiatin an zahlreichen Instituten, etwa am Center for Cultural Studies an der University of Santa Cruz, und lehrte an verschiedenen Universitäten im internationalen Ausland. Für ihre Arbeit wurde Stewart bereits mehrfach ausgezeichnet.

## Werk
Stewart forscht unter anderem in den Bereichen Affect Theory, Neuer Materialismus und Theorien der Infrastruktur. Neben ihrer theoretischen Arbeit betreibt Stewart auch ethnologische Feldforschung, so etwa zu Öffentlichkeit und Begehrensstrukturen in Las Vegas, Nevada. Stewart folgt dabei Ansätzen der multi-sited ethnography, die davon ausgeht, dass sich Symbole und Narrative beständig verändern und deren Zirkulation entsprechend komplex abgebildet und nicht rein deduktiv erfasst werden kann. Sie ist Autorin zahlreicher Bücher. Ordinary Affects (2007) ist zu einem Standardwerk der Affekttheorie avanciert. Wie in fast all ihren Texten zeigt sich darin ihr Interesse am Experimentieren mit verschiedenen ethnographischen Schreibtechniken, die Anekdotisches mit kritischer Betrachtung der affektiven Strukturen des Alltäglichen verbindet.

## Rezeption
2019 gab Stewart gemeinsam mit Lauren Berlant den Band „The Hundreds“ heraus, dessen score-basierte Texte (jeder Text besteht aus hundert Wörtern oder einem Vielfachen von hundert Wörtern) auch über den universitären Kontext hinaus rezipiert wurden. Hua Hsu schreibt in einem Artikel im New Yorker:
The result is a strange and captivating book. It is an inventory of what Berlant and Stewart call “ordinaries,” which arise from encounters with the world that are “not events of knowing, units of anything, or revelations of realness,  or facts.” They are records of affect, meditations, manifestos, and prose poems.

## Publikationen

### Monografien
A Space on the Side of the Road: Cultural Poetics in an ‘Other' America. Princeton University Press 1996, ISBN 978-0-691-01103-5.
Ordinary Affects. Duke University Press 2007, ISBN 978-0-8223-4107-9.
The Hundreds. Hgs. gemeinsam mit Lauren Berlant. Duke University Press 2019, ISBN 978-1-4780-0288-8

### Beiträge (Auswahl)
“Afterword.” In Archipelagos: A Voyage in Writing, Anand Pandian and Stuart McLean (eds.), Duke University Press, 2015.
“Companion Pieces Written Through a Drift.” Gemeinsam mit Lesley Stern. In Sensitive Objects, Jonas Frykman and Maja Povrzanovic (eds.). Lund, Sweden: Nordic Academic Press, 2015.
“Tactile Compositions.” In Objects and Materials. Penelope Harvey and Eleanor Casella (eds.), Routledge, 2014.
“An Autoethnography of What Happens.” In Handbook of Autoethnography. Stacey Holman Jones, Tony Adams, Carolyn Ellis (eds.) Left Coast Press, 2013.

### Aufsätze (Auswahl)
“The Point of Precision”, in Sharon Marcus, Heather Love, Stephen Best (eds.), Building a better description, special issue. Representations. Vol. 135 I. University of California Press, 2016.
"Bad Endings: American Apocalypsis." Gemeinsam mit Susan Harding. Annual Review of Anthropology, volume 28, S. 285–310, 1999.
"On the Politics of Cultural Theory: A Case for `Contaminated' Critique." Social Research. 58(2), S. 395–412, 1991.
"The Marriage of Capitalist and Patriarchal Ideologies: Meanings of Male Bonding and Male Ranking in U.S. Culture." In Women and Revolution, Lydia Sargent (ed.) Boston: South End Press, S.  269–312, 1980.

## Preise
- 2000: Graduate Teaching Award der University of Texas

- 1996: Victor Turner Preis für ethnographisches Schreiben

- 1996: Chicago Folklore Preis für A Space on the Side of the Road.

- 1991: Summer Research Award der University of Texas

## Weiterführende Links
- Interview mit Kathleen Stewart: https://culanth.org/fieldsights/words-in-worlds-an-interview-with-kathleen-stewart